# Forte de Santo Antão (Praia da Vitória)

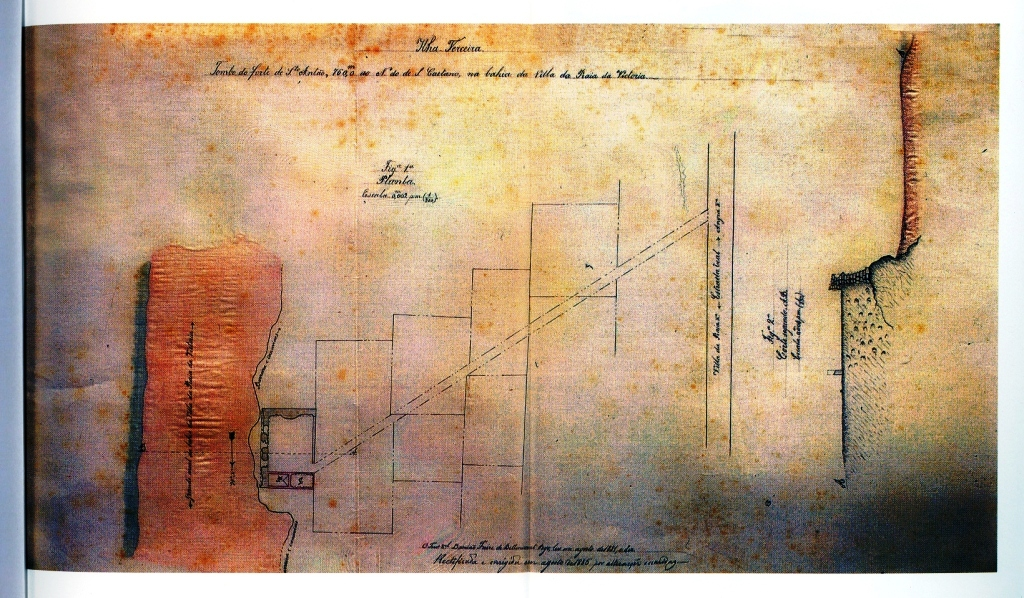
Planta do Forte de Santo Antão (Damião Pego, agosto de 1881).

O Forte de Santo Antão localizava-se na freguesia de Santa Cruz, no concelho da Praia da Vitória, na ilha Terceira, nos Açores.
Erguia-se a cerca de trinta metros à direita da foz da ribeira de Santo Antão, conforme o testemunhavam alguns restos de muralhas que se encontravam dentro das águas do mar, a cerca de dez metros da costa, na maré-baixa, e a cerca de 750 metros ao norte do Forte de São Caetano, coadjuvando a sua defesa e a do Forte de São João. Em posição dominante sobre este trecho do litoral, constituiu-se em uma fortificação destinada à defesa deste ancoradouro e do antigo canal de acesso ao Paul, contra os ataques de piratas e corsários, outrora frequentes nesta região do oceano Atlântico.

## História
Foi edificado em 1576 por determinação do corregedor dos Açores, Ciprião de Figueiredo e Vasconcelos,  conforme o plano de defesa da ilha elaborado por Tommaso Benedetto.
No contexto da Guerra da Sucessão Espanhola (1702-1714) encontra-se referido como "O Forte de Santo Antam no meyo da Bahya da Praya." na relação "Fortificações nos Açores existentes em 1710".
Com a instalação da Capitania Geral dos Açores, o seu estado foi assim reportado:
"24º - Reducto de Santo Antão. Está reformado de novo e só lhe falta acabar-se a sua plataforma. Tem quatro canhoneiras e duas peças de ferro e huma dellas precisa reparo novo e carece de mais duas peças, com os seus reparos e para se guarnecer quatro artilheiros e dezeseis auxiliares."
Também há conhecimento de uma planta sua, datada de 1771 (1776?), já apresentando o formato rectangular.
Encontra-se referido como "23. Forte de S. Antão na dita V.ª [da Praia]" no relatório "Revista aos fortes que defendem a costa da ilha Terceira", do Ajudante de Ordens Manoel Correa Branco (1776), que lhe aponta os reparos necessários: "Carese este Forte de se lhe fazer hua muralha de baixo do perfil pella parte da terra, e hua tarimba, e porta na sua caza; proximo ao dito Forte se acha a cantaria para aquella obra."
Encontra-se assinalado como "F Reduto de Santo Antão" na "Planta da Bahia da Villa da Praia" (1805), e, no mesmo período, dele existe alçado e planta, com o título "Forte de Sto. Antam", de autoria do sargento-mor do Real Corpo de Engenheiros, José Rodrigo de Almeida (1806).
A "Relação" do marechal de campo Barão de Bastos em 1862 informa que se encontrava em estado de ruína.
De acordo com o tombo de 1881, não aparentava ter sido um dos fortes melhorados pelo Capitão-general dos Açores, Francisco António de Araújo e Azevedo, entre 1818 e 1820. À época do tombo, encontrava-se abandonado e em ruínas.
Esta estrutura desapareceu no início do século XX.

## Características
Do tipo abaluartado, apresentava planta retangular, em alvenaria de pedra (tufo vulcânico), com uma área de 235,4 metros quadrados.
Em seus muros rasgavam-se três canhoneiras. Em seu interior, do lado esquerdo, erguia-se a casa de guarda e o paiol.